# Leandro Listorti
Leandro Listorti (San Isidro, província de Buenos Aires, 26 de desembre de 1984) és un director, guionista i programador argentí de cinema.
El seu treball en Herbaria li van valer dues nominacions en la 71a edició dels Premis Cóndor de Plata al millor direcció, millor documental i millor muntatge.

## Biografia
Leandro Listorti va néixer en 1976 a Buenos Aires, Argentina. Després de graduar-se a l'Escola de Cinema, va assistir a tallers amb cineastes com Patricio Guzmán, Martín Rejtman i Pablo Reyero.
En 2010 va acabar la seva primera pel·lícula, Los jóvenes muertos, Millor Pel·lícula a Les Écrans Documentaires. Escriu a la revista Rolling Stone, dona classes i des de 2005 és programador de cinema al Buenos Aires Festival Internacional de Cinema Independent (BAFICI). També ha treballat com a ajudant de direcció en diverses pel·lícules.

## Filmografia

### Llargmetratges
- Los jóvenes muertos (2010)
- La película infinita (2018)
- Herbaria (2022)

### Curtmetratges
- Fresno (2014)
- Sucesos intervenidos (2014)
- Montevideo (2015)
- Petit Daguerre (2018)

## Premis i nominacions
| Any  | Premi                  | Categoria       | Pel·lícula | Resultat | Ref.  |
| ---- | ---------------------- | --------------- | ---------- | -------- | ----- |
| 2023 | Premis Cóndor de Plata | Millor director | Herbaria   | Nominat  | [ 2 ] |
| 2023 | Premis Cóndor de Plata | Millor muntatge | Herbaria   | Nominat  | [ 2 ] |